# Blessing Oborududu
Blessing Oborududu (Enugu, 12 de març de 1989) és una esportista nigeriana que competeix en lluita estil lliure, guanyadora d'una medalla d'or als Jocs Panafricans de 2015. Ha guanyat set medalles al Campionat Africà de Lluita entre els anys 2009 i 2016. Va obtenir dues medalles en els Jocs de la Mancomunitat.
Va participar en dos Jocs Olímpics d'Estiu, aconseguint un 14è lloc a Rio de Janeiro 2016 i 18è a Londres 2012.

## Palmarès internacional
| Jocs Panafricans        | Jocs Panafricans              | Jocs Panafricans | Jocs Panafricans |
| Any                     | Lloc                          | Medalla          | Categoria        |
| ----------------------- | ----------------------------- | ---------------- | ---------------- |
| 2015                    | Brazzaville ( Rep. del Congo) | 1                | Lliure 63 kg     |
| Campionat Africà        |                               |                  |                  |
| Any                     | Lloc                          | Medalla          | Categoria        |
| 2009                    | Casablanca ( Marroc)          | 3                | Lliure 59 kg     |
| 2010                    | El Caire ( Egipte)            | 1                | Lliure 63 kg     |
| 2011                    | Dakar ( Senegal)              | 1                | Lliure 63 kg     |
| 2013                    | Yamena ( Txad)                | 1                | Lliure 63 kg     |
| 2014                    | Tunísia ( Tunísia)            | 1                | Lliure 63 kg     |
| 2015                    | Alexandria ( Egipte)          | 1                | Lliure 63 kg     |
| 2016                    | Alexandria ( Egipte)          | 1                | Lliure 69 kg     |
| Jocs de la Mancomunitat |                               |                  |                  |
| Any                     | Lloc                          | Medalla          | Categoria        |
| 2010                    | Delhi ( Índia)                | 2                | Lliure 63 kg     |
| 2014                    | Glasgow ( Escòcia)            | 3                | Lliure 63 kg     |